# 안톤 말로트
안톤 말로트(독일어: Anton Malloth, 1912년 2월 13일 ~ 2002년 10월 31일)는 테레지엔슈타트 강제수용소의 클라인 페스퉁(작은 요새) 지역의 감독관이었다.
1940년 6월부터 1945년 5월까지 말로트는 테레지엔슈타트 수용소의 일부인 게슈타포 교도소에서 감독관으로 일했다. 그의 별명은 잘생긴 토니(Der Schöne Toni)였다. 그는 적어도 100명의 죄수를 때려 숨지게 한 혐의로 유죄 판결을 받았고, 55년 동안 정의를 벗어난 후 2001년에 종신형을 선고받았다.

## 생애
말로트는 이탈리아 남티롤주 메라노 근처의 슈나 마을에서 자랐다. 그의 양부모는 작은 농업 사업과 게스트하우스를 운영했다. 그는 정육점 견습생으로 일했고 나중에 이탈리아 육군에서 하사가 되었고, 그곳에서 그는 독일에서 복무하기로 선택했다. 인스부르크에서 그는 슈츠폴리자이(Schutzpolizei, 제3제국 경찰의 제복을 입은 분견대)로서 훈련을 받았고, 후에 프라하에서 경찰 복무를 자원했다. 제2차 세계 대전의 대부분을 위하여 말로트는 테레지엔슈타트에서 일했다.

### 오스트리아에서의 생활
전쟁이 끝난 후, 말로트는 티롤주 뵈르글에 있는 시부모님의 집에서 한동안 도망쳤다. 1948년 초, 말로트는 오스트리아 경찰에 체포되었다. 인스브루크의 판사 앞에서 열린 심문에서 그는 게슈타포 감옥에서의 자신의 역할을 경시했고 고문과 살인에 연루되었다는 것을 부인했다.
체코슬로바키아 정부의 범죄인 인도 신청은 오스트리아 법무부에 의해 무시되었다. 말로트는 1948년 9월 체코슬로바키아에서 테레진/테레지엔슈타트 전쟁범죄 혐의로 재판을 받았으나, 그 무렵 말로트는 이미 오스트리아 법원에 의해 석방되었다. 수많은 목격자 증언 후, 리토마시체 마을의 체코슬로바키아 법원은 말로스가 약 100명의 수감자들을 구타하여 죽였다고 의심할 여지가 없다고 판결했다. 판결은 1969년에 뒤집혔지만, 범죄인 인도 신청은 아직 미결 상태였다.
1948년부터 1988년까지 말로트는 메란에서 방해받지 않고 살았다. 1952년에 그는 이탈리아 시민이 되었다. 1957년 이탈리아 시민권이 박탈되자 그는 독일 시민이 되었다.
독일과 오스트리아의 범죄인 인도 신청에도 불구하고, 밀라노의 독일 영사관은 이전 여권들이 만료됨에 따라 그에게 새로운 여권을 발급했다. 1988년 그가 독일로 추방되었을 때, 도르트문트 검찰국은 오스트리아나 체코슬로바키아로의 범죄인 인도를 부인했다. 말로트에 대한 예비 소송이 없었기 때문에, 그는 풀려났다.

### 독일에서의 생활
1988년부터 2000년까지 말로트는 뮌헨 근처 풀라흐에서 살았다. 하인리히 힘러의 딸인 구드룬 부르비츠는 "슈틸레 힐페"로부터 루돌프 헤스가 소유했던 땅에 지어진 노인들을 위한 집에서 그를 위한 편안한 방을 빌려달라는 지시를 받았다.
90년대 후반 사회복지국이 말로트의 방비 대부분을 부담했다는 사실이 알려지자 독일 언론에서는 비판이 쏟아졌다. 힘러의 딸 구드룬 부르비츠의 개입도 비판을 받았다.

### 구속 및 재판
말로트는 2000년 5월 25일에 체포되어 뮌헨의 검찰국에 의해 기소되었다. 재판은 2001년 4월 23일 뮌헨-슈타델하임의 교도소에서 시작되었다. 2001년 5월 30일, 말로스는 살인 및 살인 미수 혐의로 뮌헨 지방 법원에서 유죄 판결을 받고 종신형을 선고받았다.
그가 죽기 10일 전, 암에 걸린 말로트는 감옥에 가기에 부적합하다는 판결을 받고 풀려났다.